# ストリートダンス
ストリートダンス（street dance）は、ストリート（路上）で踊られることから発生したダンスの一種。このダンスを踊るものはストリートダンサー（street dancer）と呼ばれる。
民族舞踊、バレエ、サルサ、タップダンスなどと比べると歴史は比較的浅い。元々アイルランドのクロスロードダンスなど、路上で踊られる民族舞踊はいくつか存在した。

## 歴史

### 黎明期
ストリートダンスの歴史としては、1927年に行われた大西洋単独無着陸飛行のチャールズ・リンドバーグの名前に由来を持つリンディーホップ、1940年代のジャズ音楽ジャンルであるビバップにちなむジャズダンスも存在するが、こういったストリートダンスは大きく注目されたり、市民権を獲得するまでには至らなかった。

### 1970年代
1970年代になって、ようやくストリートダンスへの注目が高まる。1971年から放映が開始されたテレビ番組『ソウル・トレイン』は、瞬く間に全米人気テレビ番組となり、この番組でダンスを披露すべくアメリカ合衆国西海岸の若者たちが番組オーディションに列を作ることになった。その中から、いくつかのダンススタイルが生まれていく。

#### アメリカ西海岸
ロック、ロッキング(Locking)、ロッキン(Lockin')
ドン・キャンベルがオリジナルのスタイルと言われている。以下のような特徴が挙げられる。
- 鍵をかけるように体を静止させる(Lock)
- 観衆を指さす(Point)
- ピエロのような衣装で滑稽に振る舞う

ロボットダンス(Robot)
1960年代の未来映画にヒントを得て考案されたロボットやマネキンのように踊るダンス。
ポップ (ダンス)(Popping)
ロボットダンスに、全身の筋肉を弾くような動き(Pop)を加えたダンス。1978年にエレクトリック・ブガルーズのメンバーであるブーガル・サム(Boogaloo Sam)とポッピン・ピート兄弟が開発と言われる。
1984年の映画『ブレイクダンス』で広く知られるようになる。
ワッキング(Waacking)、パンキング
1970年代のロサンゼルスのゲイ文化から生まれたと言われている。
ダイアナ・ロスがバックダンサーとして起用したことや、タイロン・プロクター(Tyrone Procter)が『ソウル・トレイン』で広めたことによって知名度を得た。

#### アメリカ東海岸
アメリカ合衆国東海岸では上述の西海岸とは別のムーブメントが同じ1970年代に発生している。ヒップホップ文化の誕生である。音楽としてのヒップホップ・ミュージックとストリートダンスとしてのヒップホップとが生まれる。この中からブレイクダンスが生まれ、ポップと共に映画『ブレイクダンス』で広く知られるようになる。

## 時系列による分類
ストリートダンスは時系列に大きく分けて、オールド・スクールとニュー・スクールの2つ（または、それにミドル・スクールを加えた3つ）に分けられる。ただし、現在では、この区分がなされてから何年も経っておりいずれの時代にも、ヒップホップが取り扱われている。
なお日本におけるミドル・スクールをオールド・スクールとニュー・スクールのどちらとするかには、1985年頃のニュージャックスウィングの日本伝来を境としてニュー・スクールに編入する説と、1992年の「アライブTV」こと、"Wreckin' Shop Live from Brooklyn"の日本伝来を境としてオールド・スクールに編入する説の両方がある。

### オールド・スクール
オールドスクール・ヒップホップにはロックダンス、ワッキング、ブレイクダンス、ポップダンス、といったものがある。早めのビートに合わせた大きなステップを特徴とする。

### ミドル・スクール
ニュージャックスウィング等が主流になった1988-92年のストリートダンスを、主に日本で、ミドル・スクールと呼ぶ事がある。ミドル・スクールにはI.S.D（International Step Dance：MCハマーなどが踊っていたダンスなど）、ニュージャックスウィング（New Jack Swing）、ビバップ（Be Bop：ジャズのビバップをもとに、ロンドンで発祥したダンス。）、ホーシングなどがある。

### ニュー・スクール
ニュー・スクールはヒップホップダンスのスタイルであり、オールド・スクールを新しく解釈したものであるとされ、例えば、ダンサーKAZUは、ポッピングとニューダンスが「流れて進化した」もの、と談話の中で語っている。一説には、第一次ディスコブームに六本木で踊られていたものが、それに近いともされている。シンプルなステップ・ダンスで、ハウスダンスもニュー・スクールに含みつつ、現代に至っている。

## 主なストリートダンスのジャンル
以下、代表的なものについて述べる。

### ロッキング
ロッキングとは、見ている人に指差ししたり、折々にカチッとポーズを入れアピールするダンス。
考案者はドン・キャンベルロックというアメリカのロスに住む黒人で1969年に始められた。当時はソウルダンスの1つのフリであるファンキーチキンが流行っていたが、このドン・キャンベルロックという人は、即興で踊るのが苦手で、少し踊っては止まって考えて、また少し踊っては考えていた。これには彼が率いるザ・ロッカーズの、元祖スキーター・ラビット（ジェームス“スキーター・ラビット”ヒギンズ）による証言がある。この様子を面白おかしく思った周囲の人々は、彼のマネをしてこのスタイルの踊りを流行らせた。但し、根幹の動きのザ・ロックは勿論、トゥエル、ペーシングなどの基本の型は彼が見出だしたモノである。そしてロッキングは今では（ドアをロックするなどといった）固定するという英語に意味づけされているが、彼の周囲に居る人はこのスタイルをキャンベルロッキングと言う。キャンベルロッキングが省略されて、それでも意味が通るロッキングになったのが真相だと思われる。
なお同時代に流行したダンスにパンキングがあり、黒人に特徴的な長い腕のしなりによる技を表現としてロッキングと重なる部分がある。
ドン・キャンベルのオリジナルスタイルが多数派といわれているが、そのほかにも、チェーンリアクションスタイル（別名ファンキーフルーツ）という、高速で動きあまり止めないスタイルもある。

### ブレイキング
ブレイキング、又はビーボーイングは、目の前の相手を威嚇する軽い立ち踊りから、床に手を付き体を振り回し、最後にポーズをとる。概要を固めたのはスパイというダンサーで3歩や6歩のフットワークは彼の考案による、ロックステディクルーはウインドミルの考案者であってブレイキング創立者では無い。1984年に公開された映画「ブレイクダンス」が国内外にブレイクダンスブームに火をつけた。
派生スタイルとしては、ブレイキング パワームーブ（力業メインでダイナミックなもの）、リズムブレイキング（別名スタイル／リズムとのシンクロを重視したもの）などがある。
なお、「ブレイクダンス」という言葉は、若いストリートダンサーはブレイキングの砕けた表現として使うが、元々はブレイキングからポッピングに流行が移る移行期に生まれた言葉で、当時はその両方が一体と認識され両方を表した。名前がブレイクした元になる映画の主役は、ロッキングをやっていたのでそれも含む事まであった。

### ポッピング
ポッピングは、筋肉をはじいたり、体を流動化して回したり、パントマイムの様に体を動かすダンス。エレクトリックブガルースのブガルー・サムによって1975年に考案された。このジャンルの技の根幹となったポップするスタイル、すなわち、名前の元になったはじくスタイルのほか、ブガルーと呼ばれる、体の各部を流動的に回し反転を繰返すもの、また、アニメーションと呼ばれる、コマ送りやスローで動かしたり、マイムのような動きをするスタイルがある。

### アニメーション
詳細は「アニメーションダンス」を参照

### ヒップホップ
初期はニュージャックスイング、後には他に分類される技を主とはしない自由な踊りとされる。
ヒップホップカルチャーとヒップホップダンスをどちらもヒップホップと略している現状から、分かりにくくなっているが、ヒップホップカルチャーは、アメリカのダウンタウンの黒人文化である。それにはファッションも音楽もダンスも含まれる。アメリカ3大ヒップホップDJのアフリカバンバータが、4大要素として、DJ、MC、グラフィティアート（スプレー缶で街角に字や絵を書く事）、（ブラック）ダンスと定義した事は知られているが、一般的な感覚としては日々の生活の延長線上にある。そしてブラックダンスとは、リズムと一体化するのが特徴と言える。その大きな時代区分となったのが、間をためて表現するソウルダンスの後に生まれた、ストリートダンスである。
ソウルダンスはシンクという曲でシンクというフリ、トーキンラウドという曲でトーキンラウドというフリを踊るというように、曲に対応する振りを表現していた、そこでは溜める（一つの振りを最終動作に向けてゆっくり表現する）というテクニックが発生した。
そしてその溜めるという表現と対になる、弾く（拍に合わせてダイナミックに動く）という動作が次に生み出され、それ以降のブラックダンスがストリートダンスとカテゴリーされるようになった。その特徴としてアップやダウンといった、1拍ごとに伸びるか沈むかしてビートを表現する、リズム取りと言う技術が確立した。

### ハウス
ハウスダンスは、ハウスミュージックである「4つ打ちのリズム」「短い音・メロディのループ」「速めのテンポ（BPM120前後）」で踊るダンスである。
他のストリートダンスと比べ、ピッチが早いため、動きとしてはステップが中心となる。
シカゴのウエアハウスというクラブでの表現から広まった。

### ジャズダンス
主にバックダンサーやミュージカルで踊られてきたが、近年ストリートでも踊られるようになってきた。従来のジャズダンスと区別する意味でストリートジャズと呼ばれることもある。

### ダンスホール
ジャマイカ発のレゲエダンスと呼ばれるストリートダンス。

### レゲトンダンス
プエルトリコ発のルンバを元にしたストリートダンス。ペレオとも呼ばれる。

## キッズダンス
1989年に改訂された学習指導要領では男女の別なく「武道・ダンス」からの選択必修となりましたが、2012年より中学校の体育授業では男女ともダンスが必修化。
中学校の一・二年生は必須科目、三年生は選択科目。
小学校の指導要領にも「表現運動」としてダンスが組み込まれた。生徒は「創作ダンス」、「フォークダンス」、「現代的なリズムのダンス」の3つの種目から選択可能で、ストリートダンスは「現代的なリズムのダンス」に当てはまる。
全国的にキッズ向けのストリートダンスが普及し、近年では子供の習い事ランキング上位に。
ダンス部のある学校も続々と増えており、中学校で400校以上、高校で2000校以上と言われている。
キッズ達は大会を目標としていることも多く、全国で多くのキッズダンスイベントが開催されている。

### 主なキッズダンスイベント

#### 小学生・中学生
・ALL JAPAN SUPER KIDS DANCE CONTEST
・ALL JAPAN CHALLENGE CUP
・全日本小中学生ダンスコンクール
・Birthday
・SPROUTタッグバトル＆STARZキッズダンスコンテスト
・芸王グランプリ☆ダンスコンテスト
・FRONTLINE
・RUNUP DANCE CONTEST
・DoMyBest!!!
など多数。